# Propeleda fortiana
Propeleda fortiana is een tweekleppigensoort uit de familie van de Nuculanidae. De wetenschappelijke naam van de soort is voor het eerst geldig gepubliceerd in 1984 door Esteves.